# Филодендрон плющевидный
Филоде́ндрон плющеви́дный (лат. Philodéndron hederaceum) — вечнозелёное цветковое многолетнее растение, вид рода Филодендрон (Philodendron) семейства Ароидные (Araceae).
Этот вид филодендрона отличается длинными междоузлиями, листопадными катафиллами, широкосердцевидными длинночерешковыми листьями, одиночными соцветиям обычно с зелёными покрывалами и с трубкой, от красноватой до тёмно-красной.

## Ботаническое описание
Лазящие хемиэпифиты, часто взбирающиеся высоко на деревья.
Этот вид легко перепутать с лазящим Philodendron purpureoviride, имеющим похожие листья. Он также похож на Philodendron jacquinii Schott, но последний отличается волосистыми стеблем и черешками, бо́льшими жилками на нижней поверхности листьев, более тонкими пластинками листьев, раздутой трубкой, широкой женской частью початка с удлинёнными столбиками.

### Стебель и корни
Стебель восходящий, часто свисающий, одревесневший медового цвета, покрыт шрамами от опавших листьев 7—15 мм длиной. Междоузлия слабо сглаженные на одной стороне, с другой стороны с двумя острыми рёбрами выше черешков, слегка глянцевые, иногда матовые, от светло-зелёного до зелёного цвета, иногда красноватые, испещрённые мелкими пёстрыми полосками, молодые гладкие, (2)10—28 см длиной, 1—2,5(3,5) см в диаметре.
Корни коричневые, до 10 см длиной, часто с узлами.

### Катафиллы и листья
Катафиллы 6—10 см длиной, неребристые, слабо одно-ребристые или остро двух-ребристые, бледно-зелёного цвета, листопадные.
Черешки (6)9,7—27(33) см длиной, 6—10 мм в диаметре, от цилиндрических до полуцилиндрических, бледно-зелёные, твёрдые, гладкие, от слабо глянцевых до матовых. Листья широкосердцевидные, от кожистых до полукожистых, от полуглянцевых до матовых, от заострённых до длинно-заострённых, иногда остроконечные (остриё 0,5—0,9 мм длиной), 11—40(50) см длиной, 8—24(34) см шириной (иногда в длину больше, чем в ширину), приблизительно в 1,3—1,5 раза длиннее черешков, сверху тёмно-зелёные, со светло-жёлтыми краями, иногда полубархатистые, нижняя поверхность более бледная, иногда красновато-фиолетовая, в высохшем виде от серо-зелёных до жёлто-зелёных; пазуха обычно глубже ширины черешка, 3—7 см глубиной. Листовые пластинки молодых растений тёмно-зелёные, иногда красновато-зелёные сверху, с блестящими мелкими закрытыми папиллярами, снизу немного каштановые, с менее заметными жилками.

### Соцветие
Соцветие прямое или свисающее, по одному в пазухе листа. Цветоножка (2—3)4—15,7 см длиной, 8—12 мм в диаметре, бледно-зелёная, иногда фиолетовая, матовая. Покрывало от полукожистого до кожистого, 9—16,6(24) см длиной, в 0,9—2,6(3,3) раз длиннее цветоножки, слабо сжатое выше трубки, 1,3—3,6(5,7) см в диаметре в закрытом виде, обычно зелёное, иногда желтовато-белое, желтовато-зелёное или от кремового до светло-кремового цвета; пластинка покрывала иногда снаружи фиолетовая, 1,2—3,6 см в диаметре в закрытом виде, светло-зелёная, зеленовато-жёлтая, иногда красная внутри; трубка покрывала тёмно-зелёная, иногда красновато-каштановая снаружи, 5—6 см длиной, 1,5—4,9(6,9) см в диаметре, каштановая, тёмно-красная или фиолетовая внутри у основания. Мужская часть початка 5—10 мм длиной, тёмно-каштановая; женская часть — 3,5—6 см длиной, 1,5 см в диаметре у основания, 1,7 см в диаметре в средней части и у вершины; часть стаминодиев 7—11 см длиной; репродуктивная часть стаминодиев от кремово-белого до розового цвета, самая широкая в основании, слабо сжатая примерно на 1 см выше бесплодной части, более-менее цилиндрическая у вершины, 1,4—2,2 см в диаметре посередине, 9 мм в диаметре примерно в 1 см от вершины; стерильная часть стаминодиев 1,6 см в диаметре. Пестики 4—9,2 мм длиной, 1,8—3,1 мм в диаметре. Завязь 4—6(7)-гнёздная, 8 мм длиной; гнездо 8 мм длиной, 1,4 мм в диаметре; в гнезде 20—26 семяпочек, 0,1 мм длиной, двухрядных. Рыльце 0,1—0,3 мм длиной, от сросшегося до слабораздельного. Столбик 1,1 мм длиной, 2,9 мм в диаметре.
Висячие соцветия часто появляются на безлистных стеблях; покрывало у них тёмно-зелёное, слабо глянцевое снаружи; женская часть початка 5—8 см длиной, 3,5—4 см в диаметре.

### Плод
Плод — зеленовато-белая ягода; семена по 1—2 в гнезде, но в большом числе в ягоде, оранжевые, от яйцевидных до продолговато-овальных, 1,5—3(5) мм длиной, 2,5—4 мм в диаметре, слабо сжатые, густо-ячеистые.

## Распространение
Распространён во всей Центральной Америке (Мексика, Белиз, Коста-Рика, Сальвадор, Гватемала, Гондурас, Никарагуа, Панама), в большей части Южной Америки (Французская Гвиана, Гайана, Суринам, Венесуэла, Боливия, Колумбия, Эквадор, Перу, Бразилия (север)), на островах Карибского бассейна (Антигуа и Барбуда, Куба, Доминиканская Республика, Гваделупа, Ямайка, Мартиника, Монтсеррат, Сент-Винсент и Гренадины, Сент-Киттс и Невис, Пуэрто-Рико, Тринидад и Тобаго).
Встречается в тропических влажных лесах, часто на скалах, на высоте до 1200 м над уровнем моря, может также встретиться и на высоте до 1500 м над уровнем моря.

## Классификация
Филодендрон плющевидный входит в подсекцию Solenosterigma секции Philodendron.

### История
Филодендрон плющевидный под названием Arum hederaceum первоначально был описан Николаусом Жакеном в 1760 г. в работе Enumeratio Systematica Plantarum; здесь была размещена и иллюстрация Плюмье, изображавшая это растение. Тремя годами позже Жакен в своей работе Selectarum Stirpium Americanarum Historia опубликовал собственную иллюстрацию этого вида, изображавшую фактически Philodendron jacquinii Schott. Эти два вида достаточно сильно отличаются друг от друга, так что даже такие иллюстрации, как Плюмье, изображающие нецветущие растения, дают возможность их различить. Эта ошибка Жакена внесла значительную путаницу в идентификации видов различными авторами, такими как Кунт (1841), Энглер (1899), Краузе (1913), Дуганд (1945) и Бунтинг (1963, 1995), неправильно употреблявшим название Philodendron hederaceum по отношению к другому виду. Проблему разрешил Шотт, перенеся Arum hederaceum в 1929 г. в род Филодендрон и назвав его Philodendron hederaceum. В своей работе Synopsis Aroidearum в 1856 г. он описал Philodendron jacquinii, ясно основываясь на иллюстрации Жакена 1763 г.

### Разновидности
В пределах вида выделяются три разновидности:
- Philodendron hederaceum var. hederaceum
  - [syn.  Philodendron scandens K.Koch & Sello — Филодендрон цепляющийся, или Филодендрон лазящий]
  - [syn.  Philodendron micans Klotzsch ex K.Koch — Филодендрон блестящий]
  - [syn.  Philodendron cuspidatum K.Koch & C.D.Bouché — Филодендрон остроконечный]
- Philodendron hederaceum var. kirkbridei Croat — Коста-Рика, Панама, Эквадор
- Philodendron hederaceum var. oxycardium (Schott) Croat
  - [syn. Philodendron scandens var. oxycardium Schott) G.S.Bunting — Филодендрон остросердцелистный]

Philodendron hederaceum var. hederaceum и Philodendron hederaceum var. oxycardium (Schott) Croat отличаются лишь листьями в молодом возрасте: у Philodendron hederaceum var. hederaceum молодые листья бархатистые с шелковистым блеском на верхней поверхности, а у Philodendron hederaceum var. oxycardium (Schott) Croat верхняя поверхность молодых листьев глянцевая. Эти две молодые формы рассматривались Бунтингом (1968) как Philodendron scandens f. micans. Третья разновидность Philodendron hederaceum var. kirkbridei Croat отличается тем, что её одревесневшие стебли коричневого цвета и глубоко шероховатые, с острыми рёбрами. Эта разновидность растёт также на более высоких возвышенностях.